# Andrea De Passeri
Andrea De Passeri (Torno, ... – ...; fl. XV-XVI secolo) è stato un pittore italiano, documentato tra il 1487 e il 1517.

## Biografia
La sua prima opera certa è l'Assunzione per la chiesa di Santa Tecla a Torno, firmata e datata 1488, conservata nella Pinacoteca di Brera di Milano.

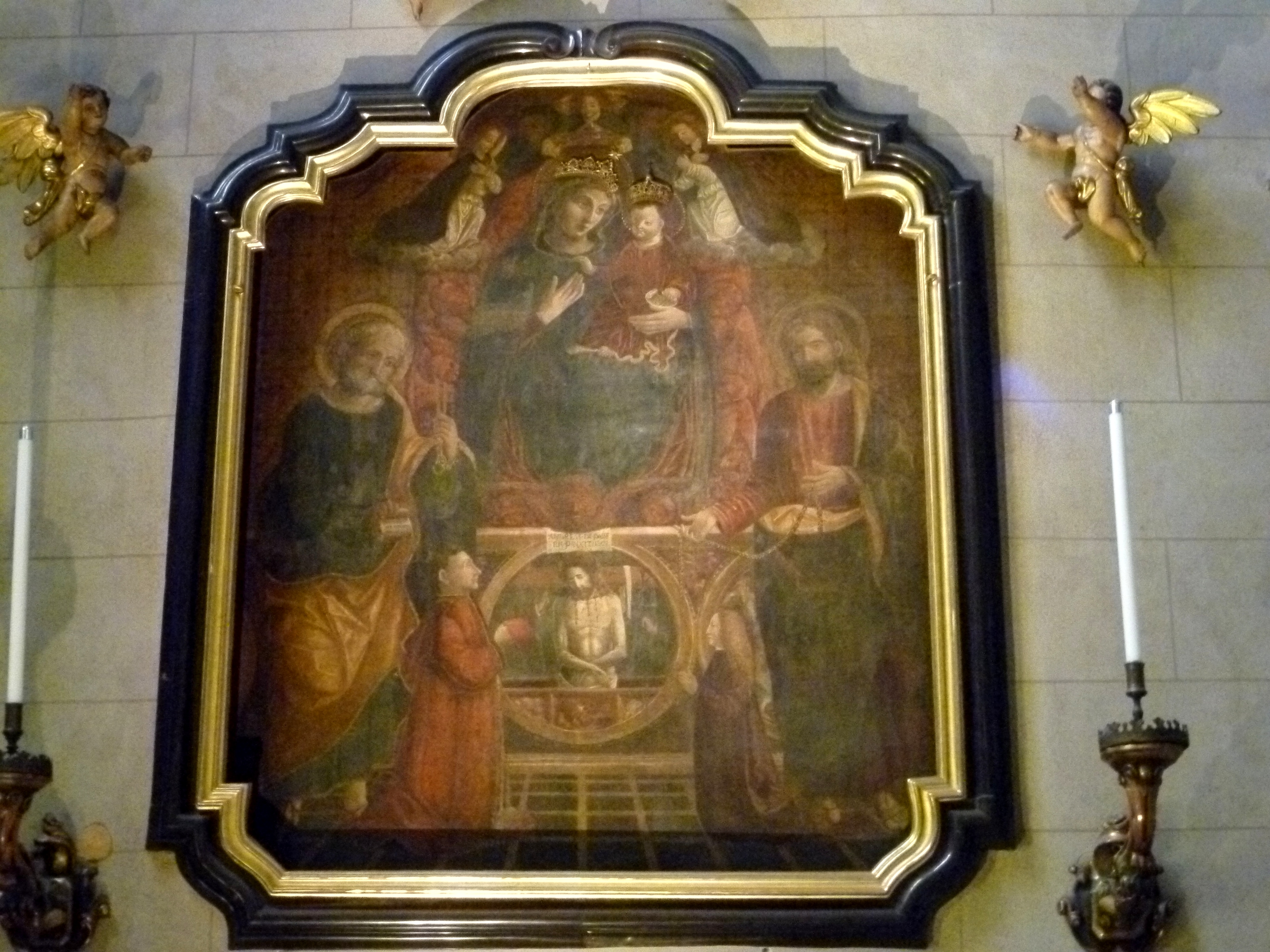
Madonna delle Grazie, Duomo di Como

Altri dipinti come la Madonna in trono del 1491, poi all'Ashmolean Museum di Oxford, la Madonna delle Grazie del 1501 per il Duomo di Como e in ciclo di affreschi nella parrocchiale di Grosio, consentono di precisarne il percorso, dalla originaria formazione di matrice ferrarese a un aggiornamento sulla cultura più avanzata e innovatrice di Bramante, Bernardo Zenale e Bernardino Butinone
Per il duomo comense, De Passeri avrebbe realizzato anche alcune delle vetrate della facciata.
Per molto tempo l'artista fu considerato realizzatore del polittico della Natività per la chiesa di San Giorgio. Ricerche e studi hanno identificato lo scultore milanese Pietro Bussolo per la parte d'intaglio, mentre l'artista comasco ha eseguito la parte pittorica.
Opere del De Passeri si ritrovano anche nel Santuario della Sassella di Sondrio e nella lunetta del portale d'ingresso alla chiesa di Sant'Agostino a Como.